# 강효섭
강효섭(1973년 11월 16일 ~)은 쌍방울 레이더스의 전 야구 선수다. 현재 호원대학교 감독을 맡고 있다.

## 출신 학교
- 군산상업고등학교
- 호원대학교

## 같이 보기
- 1994년 쌍방울 레이더스 시즌